# Gomesa sessilis
Gomesa sessilis är en orkidéart som beskrevs av João Barbosa Rodrigues. Gomesa sessilis ingår i släktet Gomesa och familjen orkidéer. Inga underarter finns listade i Catalogue of Life.